# Southern Death Cult
Southern Death Cult (англ. Південний культ смерті) — британський музичний колектив, який працював у жанрах пост-панку і раннього готичного року з 1981 по 1983 рік. Незважаючи на те, що гурт видав лише один альбом, він став одним з найпомітніших колективів «першої хвилі» готичної музики. Після розпаду Southern Death Cult на початку 1983 року її фронтмен Ієн Естбері заснував гурт The Cult, що згодом досяг неабиякого комерційного успіху.

## Історія гурту
Гурт Southern Death Cult був утворений в жовтні 1981 року в Бредфорді за ініціати Ієна Естбері, який залучив до співпраці гітариста Девіда Барроуза і колишніх учасників панк-гурту Violation — басиста Баррі Джепсона і ударника Акі Наваза. Колектив отримав назву на честь «Південного культу смерті» — доколумбової культури північноамериканських індіанців.
Вже 29 жовтня музиканти відіграли перший концерт, на якому представили публіці шість пісень. Протягом 1982 року гурт активно виступав, чим привернув увагу преси: жовтневий номер журналу New Musical Express вийшов з фотографією Southern Death Cult на обкладинці і містив розгорнуте інтерв'ю з учасниками команди. У грудні того ж року відбувся реліз синглу «Moya/Fatman», який дістався першої сходинки британських незалежних чартів. Популярність гурту зростала, він провів успішне турне разом з Bauhaus, проте 26 лютого 1983 Ієн Естбері несподівано оголосив про розпуск колективу.
Після розпаду Southern Death Cult її учасники утворили два нових проекти: Естбері заснував гурт Death Cult (пізніше The Cult), а решта музикантів деякий час грали разом під назвами Getting the Fear і Into a Circle. Ударник Акі Наваз пізніше організував хіп-хоп-колектив Fun-Da-Mental.
Єдиний повноформатний альбом гурту, що також отримав назву Southern Death Cult, був виданий вже після офіційного розпаду команди на лейблі Beggars Banquet Records.

## Стиль, вплив
На думку критика Вілсона Ніта, музика Southern Death Cult включала, хоч і «в зародковому вигляді», всі елементи, які пізніше стали характерними ознаками стилю The Cult — різкий, проймаючий гітарний звук, «дикунські» ритми і «драматичний» вокал. При цьому композиції були вирішені в дусі «сирого і голодного» пост-панку, який разюче контрастує з пихатим стилем, до якого прийшли The Cult на початку дев'яностих.
Однією з основних тем пісень колективу стала культура північноамериканських індіанців, яку Ієн Естбері ідеалізував. Так, у пісні «Moya» фронтмен команди висловлював свою солідарність з корінним населенням США і засуджував «американський спосіб життя». Традиційні для панк-музики протести проти капіталістичного суспільства також знайшли відображення у творчості Southern Death Cult.
Учасники гурту в інтерв'ю визнавали, що на них справили великий вплив Sex Pistols, а музичні критики ставили колектив в один ряд з Bauhaus. Southern Death Cult іноді розглядають, поряд з Sisters of Mercy, як одні з найбільш яскравих і типових представників раннього готичного року.

## Дискографія
- 1982 — «Moya/Fatman» (сингл)
- 1983 — «The Southern Death Cult: Moya/Fatman/The Girl» (сингл)
- 1983 — Southern Death Cult (альбом)